# Víchová nad Jizerou
Víchová nad Jizerou – gmina w Czechach, w powiecie Semily, w kraju libereckim. Według danych z dnia 1 stycznia 2013 liczyła 960 mieszkańców.